# Conținut plătit
Conținutul plătit este conținutul online – precum textele, grafica, videoclipurile sau descărcările de diferite materiale – pentru care consumatorul plătește o sumă de bani. Conținutul plătit este de obicei protejat prin drepturi de autor.

## Istorie

### Conținut de înaltă calitate
Pe de o parte, unele conținuturi au fost oferite dintotdeauna contra cost, însă, pe de altă parte, până de curând, plata pentru unele conținuturi de înaltă calitate  — științifice, tehnologice, medicale  — precum și pentru anumite informații comerciale nici măcar nu a fost luată în considerare.

### Mass-media
Circulația ziarelor tipărite a scăzut în mod constant din momentul în care a apărut Internetul. În anul 2008, în Statele Unite ale Americii, ziarele private au pierdut 64,5 miliarde de dolari din valoarea de piață. Având în vedere faptul că numărul de cititori online a crescut, industria ziarelor a fost nevoită să-și reevalueze propriile modele de afaceri, ținând seama de scăderea veniturilor din publicitate. Cu toate că edițiile online ale ziarelor au fost extrem de populare, tarifele de promovare din mediul online sunt mai mici decât cele din presa tipărită, astfel încât, veniturile din publicitate nu au fost suficiente pentru a compensa pierderea de venituri din presa tipărită.
În anul 2009, Rupert Murdoch propune metoda microplăților⁠(d) în ceea ce privește conținutul ziarelor online. Începând cu luna iunie a anului 2010, anumite titluri din ziarul News UK⁠(d) sunt disponibile doar contra cost.

### Muzică
Industria muzicală a avut un oarecare succes în ceea ce privește crearea unor noi piețe de unde oamenii pot descărca muzică legal. Succesul acestor noi piețe a fost garantat de costurile mai mici și nivelul de accesibilitate. Unii sugerează că există asemănări între principalele victime ale digitalizării – industria muzicală, de exemplu – și mass-media.
Fișierele MP3 pot fi deseori copiate, trimise și modificate de nenumărate ori fără consecințe asupra persoanelor care fac acest lucru. Aceste caracteristici ale fișierelor MP3, luate ca exemplu de conținut digital, sunt unul dintre principalii factori responsabili pentru criza veniturilor din industria muzicală și mass-media de la apariția internetul. Jocurile online, totuși, luate ca exemplu de servicii digitale, presupun doar dreptul de a lua parte la joc atunci când produsul achiziționat este oferit și negociat. Acest drept poate fi negociat și transferat, dar, spre deosebire de fișierele MP3, vânzătorul va pierde beneficiul acestui drept în momentul în care acesta va fi transferat.

### Jocurile online
Conținutul plătit este diferit față de serviciul cu plată, în sensul în care conținutul digital poate fi transferat și utilizat de persoane diferite. Serviciile digitale pot fi considerate un drept care poate fi exercitat, dar care nu poate fi transferat fără a fi pierdut. Diferența poate fi clarificată luând în considerare diferențele dintre un fișier MP3 și jocurile online.

## Metode de plată
Deja există anumite dovezi cu privire la posibilitățile de suplimentare a veniturilor. De exemplu, comercializarea conținuturilor este un domeniu care pare să aibă succes în lumea presei online. Un alt exemplu poate fi sistemul de plăți implementat de Piano Media în Slovacia și Slovenia. În acest model, editorii sunt de acord să treacă peste serviciul de tip paywall și mai apoi să-l pună pe client să plătească pentru a avea acces la toate ziarele și articolele. Utilizatorii nu plătesc tot conținutul, ci doar pe cel exclusiv, acest model permițându-le editorilor care nu au posibilitatea de a construi ei însuși un serviciu paywall să înceapă să câștige venituri în afara celor obținute din publicitatea din mediul online.
Creșterea nivelului de accesibilitate și interactivitate din domeniul jurnalismului digital a creat și o nouă oportunitate, sub pretextul externalizării spre public, permițându-le oamenilor să-i facă pe jurnaliștii de investigație să lucreze la reportajele pe care ei înșiși le-au sugerat și finanțat.
Noile modele de conținut online plătit au avut un oarecare succes în ceea ce privește utilizarea serviciului paywall, în special în cazul serviciului „soft paywall”, un serviciu care permite clienților să citească un număr de articole înainte de a plăti întregul conținut. Acest model poate fi confundat uneori cu modelele freemium. Ziarele, în primul rând, au pus în aplicare serviciile paywalls în încercarea de a crește veniturile, lucru care s-a diminuat din cauza scăderii abonamentelor la exemplarele tipărite și a veniturilor din publicitate. Modul în care sunt puse în aplicare aceste servicii paywall poate varia. De exemplu, cei de la New York Times au făcut experimente cu un serviciu paywall contorizat, pe care au cheltuit 40 de milioane de dolari pentru a-l programa și pentru care au petrecut 14 luni pentru a-l pune în aplicare. Alte publicații au apelat la furnizori pentru a implementa o soluție pentru ei, precum cei de la Weekly World News⁠(d), care au anunțat că în ianuarie 2013 vor folosi și ei un serviciu de plată.
Utilizarea strategiei plătește cât vrei⁠(d) a avut de asemenea succes, cel puțin în ceea ce privește promoțiile speciale.
Strategia Plătești După ce Citești este un nou tip de afacere și principiul de bază a conținutului online plătit. Acest principiu a fost aplicat pentru prima dată de Slydoo pe propriul generator de ghiduri turistice și se referă la faptul că utilizatorii finali au acces la informațiile disponibile în baza de date, nu în mod public, nu în mod gratuit, însă, plata are loc numai după descărcarea / citirea acestor informații. Principalul motiv al acestei abordări este depășirea obstacolului pe care orice utilizator îl întâlnește atunci când trebuie să plătească pentru un conținut / o informație despre care nu i se oferă niciun detaliu în avans. Autorul acestui principiu, Radomir Adamek, crede că acest model va deveni ceva obișnuit pentru majoritatea aplicaților care lucrează cu conținut plătit.

### Conținut în serviciile de telefonie mobilă
În comparație cu conținutul de pe internet, conținutul în  serviciile de telefonie mobilă nu a fost niciodată gratis.